# Kenneth Thorstensson
Bill Kenneth Thorstensson, född 17 februari 1954 i Arvika Östra församling, är en svensk sångare och gitarrist.
Thorstensson skivdebuterade 1976 med musikalbumet Ack, Värmland... (Oktober OSLP 515), på vilket musiker från grupperna Södra Bergens Balalaikor och Opponer medverkade. Han deltog därefter i musikgruppen Arvika Gammeldansorkester, vars musik beskrivs som en blandning av gammaldans, folkmusik, visor och rock. Gruppen utgav singeln Arbetets frukter åt de som arbeta (1977, Oktober OSS 602) med låtarna "Gieseckesång" och "Visa i avtalstider" samt musikalbumet Rackartyg (1978, Oktober OSLP 523). Under det förkortade namnet AGO utgavs musikalbumet Musik i helvete (1980).
Gruppen existerar fortfarande, sedan 1982 under namnet Södra Åkeriet, och 2013 tilldelades Thorstensson Arvika kommunpris för sitt mångåriga musicerande och för tonsatta berättelsen På den anner sia vika, som är en hyllning till Arvika och människorna i staden vid dess 100-årsjubileum. År 2019 hade föreställningen Värmlandspassionen premiär på Berättarladan i Rottneros. Föreställningen är ett samarbete mellan Södra Åkeriet och Teater DOS och fokuserar på kvinnor och deras liv, genom flera generationer i Värmland med manus och musik av Thorstensson.